# 사막의 장미

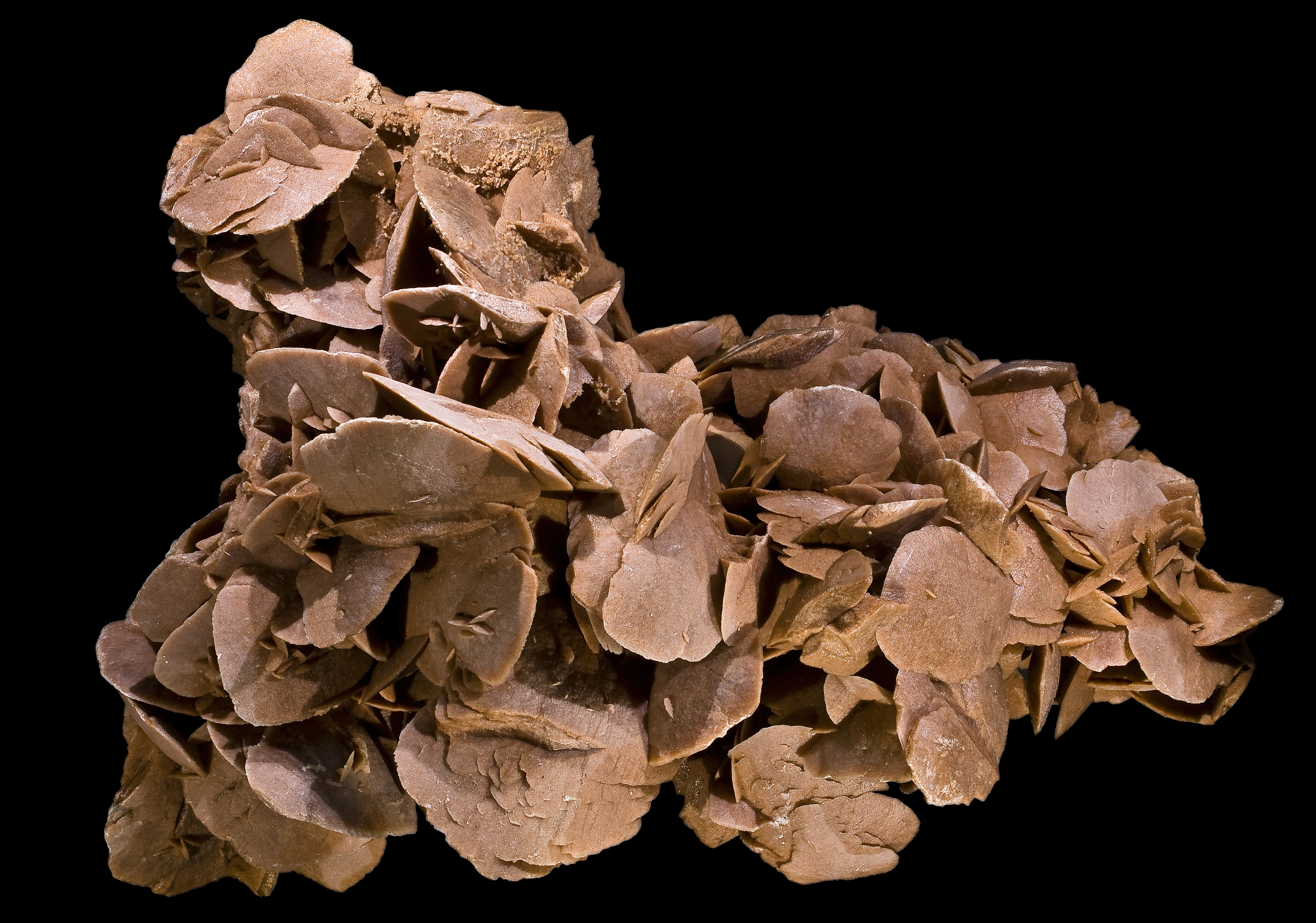

사막의 장미(desert rose)는 풍부한 모래 알갱이를 포함하는 석고 또는 중정석 결정 클러스터의 복잡한 장미 모양 형성이다. "꽃잎"(petal)은 c축에서 편평한 결정으로, 방사형 클러스터에서 부채꼴 모양으로 펼쳐진다.
로제트 결정 습성은 얕은 소금 유역의 증발과 같은 건조한 모래 조건에서 결정이 형성될 때 발생하는 경향이 있다. 결정은 평평한 판의 원형 배열을 형성하여 암석에 장미 꽃과 유사한 모양을 부여한다. 석고 장미는 일반적으로 중정석 장미보다 더 잘 정의되고 가장자리가 더 날카롭다. 셀레스틴과 기타 칼날형 증발광물도 로제트 클러스터를 형성할 수 있다. 이것들은 단일 장미 같은 꽃으로 나타날 수도 있고 일반적으로 완두콩 크기에서 직경 10 센티미터 (4 in)에 이르는 꽃송이로 나타날 수도 있다.
결정 구조에 포함되거나 결정을 둘러싸는 주변 모래는 지역 환경에 따라 다르다. 산화 철이 존재하면 로제트는 녹슨 톤을 띈다.
사막의 장미는 모래 장미, 사하라 장미, 장미 바위, 셀레나이트 장미, 석고 장미, 중정석 장미라는 이름으로도 알려져 있다.